# 第250防空导弹旅
第250防空导弹旅（羅馬化：250. raketna brigada za protivvazduhoplovna dejstva）是塞尔维亚空防军的一支防空作战单位。

## 历史

### 南斯拉夫社会主义联邦共和国和南斯拉夫联盟共和国时期
南斯拉夫人民軍空军第250防空导弹旅于1962年11月25日在贝尔格莱德成立，最初为团级单位，担负保卫首都的重要任务。 在部队成立后至1980年间，该防空团的装备为S-75型中近程防空导弹系统，其下辖有4个防空导弹营和1个技术营。 1966年，该团的第1、第2防空导弹营、技术营及团指挥部一部被派往苏联，在阿斯特拉罕附近的阿舒鲁克靶场与苏联国土防空军部队进行导弹射击演练。这是南斯拉夫人民军部队首次出国执行任务，因此关于这支部队拍摄准备工作受到特别重视。 
1980年，第250防空导弹团在新扩编4个营和1个装备有S-125中程防空导弹的防空营后，更名为第250防空导弹旅。在1992年斯洛文尼亚独立后，从斯洛文尼亚撤出的装备有S-125M型防空导弹的第350防空导弹团并入第250防空导弹旅。 1992年5月，南斯拉夫人民军正式解散后，该部队加入新组建的南联盟武装力量，隶属于南联盟空军。自1994年至1996年间，装备S-75防空导弹的营级单位被逐步解散。

### 1999年北约轰炸南斯拉夫

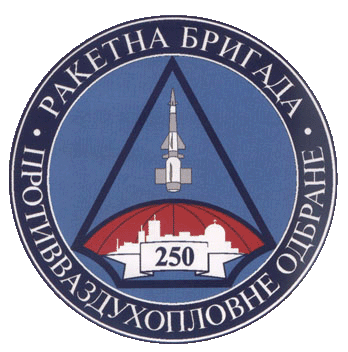
塞尔维亚和黑山空军第250防空导弹旅徽章

1999年，当南联盟遭受北约轰炸时，第250防空导弹旅仅装备S-125M型防空导弹。该部队在轰炸期间共进行了111次机动，展开防空阵地88次，曾转移武器装备至100多个地点，并遭受了北约空军航空炸弹跟导弹袭击100余次。 
同年3月27日，Zoltán Dani上校指挥的第3连使用经过改进的S-125M防空导弹击落了一架由美国空军中校Dale Zelko驾驶，机身编号为AF 82 806 HO的F-117A型战机。该战机在鲁马附近的Buđanovci村附近坠毁。此次事件被认为是隐形战机有史以来首次被击落。
5月2日，美国空军第555战斗机中队指挥官，曾于2016年至2020年担任空军参谋长的大卫·戈德费因中校驾驶的一架美国空军F-16CJ型战斗机在沙巴茨附近的纳库查尼村附近被第250防空导弹旅击落。 这架战机同样是由第3连击落，但是由于该部队的指挥官实行轮班制，Dani上校并不在场。Boško Dotlić少校执行了此次击落行动。

### 重组和现代化
2004年，装备S-125M防空导弹系统的第450防空导弹团自1992年从北马其顿迁至克拉列沃镇部署了12年以后，再次从该镇转移到了贝尔格莱德地区，随后被并入第250防空导弹旅编制。
一个连的共6台铠甲S1型防空系统已于2020年交付，目前仍有另外两个连的铠甲S1M型仍在等待交付部队。   
2020年，宣布采购HQ-22，这也是中国的中远程防空导弹系统首次出口到欧洲国家。  2022年，4个连的HQ-22出口型FK-3防空导弹已交付并分配给第250防空导弹旅辖下新组建的第2防空导弹营使用。 

## 任务
该旅执行以下任务：
- 防空
- 响应国家领空事件
- 参加国际军事演习
- 支持行动并打击可能的空中恐怖行为

## 组织架构
第250防空导弹旅下辖3个防空导弹营、3个自行火箭导弹防空营和1个指挥连，指挥部设在贝尔格莱德的班吉察。
1. ↑   (PDF).   [2009-04-01]. （原始内容 (PDF)存档于2009-12-29）.
2. ↑   (PDF).   [2009-04-01]. （原始内容 (PDF)存档于2009-12-29）.
3. ↑  .   [2023-07-22]. （原始内容存档于2009-03-28）.
4. ↑  . TASS.   [2023-07-22]. （原始内容存档于2021-09-20）.
5. ↑  . European Security & Defence. 3 March 2020  [17 August 2020]. （原始内容存档于31 August 2020）.
6. ↑  ,   [2021-04-16], 原始内容存档于2023-07-22 （英语）
7. ↑  . 4 August 2020  [2023-07-22]. （原始内容存档于2022-04-09）.
8. ↑  Radić, Aleksandar. . Balkansec.net. 2022-03-17  [2022-03-18]. （原始内容存档于2023-07-22） （波斯尼亚语）.